# Carlota O'Neill
Carlota O'Neill de Lamo (Madrid, 27 de març de 1909 - Caracas, 20 de juny de 2000) va ser una escriptora i periodista feminista espanyola. Esposa del capità Virgilio Leret Ruiz, executat després d'oposar-se a la revolta de 1936 a Melilla, que va donar origen a la Guerra Civil, va passar cinc anys a la presó, partint posteriorment a l'exili a Veneçuela, adduint davant de les autoritats un contracte de treball per a tres mesos. També va escriure sota els pseudònims de Carlota Lionell i Laura de Noves.

## Biografia

### Primers anys
Carlota Alejandra Regina Micaela O'Neill y Lamo va néixer el 27 de març de 1905 a Madrid, filla d'Enrique O'Neill Acosta, un diplomàtic mexicà amb ascendència irlandesa, i de l'espanyola Regina Lamo y Jiménez (àlias Nora Avante), una escriptora, pianista i apassionada defensora del sindicalisme i del cooperativisme i col·laboradora de Lluís Companys. Va tenir una germana, Enriqueta O'Neill (àlias Regina Flavio), que també va ser escriptora, a més de diversos germanastres d'un matrimoni anterior del seu pare. El seu oncle Carlos Lamo y Jiménez fou el company sentimental de l'escriptora i periodista Rosario de Acuña. Era tia de la política i escriptora Lidia Falcón O'Neill.
Més tard, la seva família es va traslladar a Barcelona, on va conèixer al militar Virgilio Leret Ruiz, d'idees progressistes com ella. Es van convertir en parella de fet i van tenir dues filles, María Gabriela (Mariela) i Carlota (Loti). La parella es va casar quan estaven esperant la segona filla, a fi de protegir l'estatus legal dels fills.

### Inici de la carrera literària
A finals dels anys vint Carlota O'Neill ja havia iniciat una seriosa carrera literària. El 1924 havia publicat la seva primera novel·la, No tenéis corazón!, prologada per l'escriptor Manuel Marinel. Després va publicar Eva Glaydthon i Pigmalió, i al 1925, Història de un beso.
Mentrestant també escrivia col·laboracions periodístiques en diversos mitjans, com Ahora i Estampa, i també a la revista gastronòmica Menage, de Barcelona. Temps a venir, seria ella qui fes l'última entrevista coneguda a Santiago Ramón y Cajal.
Poc després l'abril de 1931, Carlota O'Neill es va fer càrrec de la direcció de la revista Nosotras, una revista feminista i d'esquerres, destinada a ciutadanes amb plena capacitat d'intervenir a la vida social, que volia "despertar la consciència de la dona espanyola". Hi col·laborarien Hildegart Rodríguez Carballeira, Dolores Ibárruri, Regina de Lamo, Elisa Soriano, entre d'altres.  8
A començaments del 1933 va entrar al grup de teatre «Nosotros», vinculat al Partit Comunista, i poc després a la «Central de Cinema i Teatre Proletari», que recorria Espanya representant obres dels autors europeus d'avantguarda, en sintonia amb el teatre d'agitació política centreeuropeu que s'anomenà Agitprop. En aquesta associació pronunciaria al febrer del 1933 una conferència sobre «Teatre revolucionari»; i poc després estrenaria a Madrid, l'11 de febrer de 1933, l'obra Al rojo, que plantejava les condicions laborals de les modistes d'un taller de costura, que les porta en molts casos a prostituir-se. El 1935 va estrenar El caso extraordinario de Elisa Wilman i al març de 1936 El paraíso perdido, presentada en forma de lectura dramatizada al Lyceum Club Femenino, del qual O'Neill era sòcia.

### Guerra Civil espanyola
El juliol del 1936 es trobava a Melilla amb el seu marit i les seves filles, ja que Leret era des del mes de març el Cap de les Forces Aèries de la Zona Oriental del Marroc i de la base d'hidroavions del Atalayón, a Melilla. El 17 de juliol a la tarda, els revoltats van acabar amb la resistència de Leret a la base i el van assassinar, encara que la seva dona no ho sabria fins passat un temps. Després de l'atac, Carlota O'Neill va ser detinguda el 22 de juliol de 1936 i separada de les seves filles, Carlota i Mariela. Va ser jutjada per un tribunal militar divuit mesos després de la seva detenció i, en no haver-se acreditat els fets de què se l'acusava, el 19 d'agost de 1936 el jutge va decretar el sobreseïment de la causa, decisió que li va ser notificada el 21 d'agost de 1936; no obstant això, mai li van donar la llibertat, ja que, segons consta als 42 fulls de l'expedient, per resolució del 26 d'agost de 1936, dictada pel jutge Luis Anel y Ladrón de Guevara, «a proposta de la Comissió Depuradora he acordat quedin ara com ara detingudes governativament». Se la va sotmetre a Consell de Guerra i va ser condemnada a sis anys de presó per delicte d'injúries a l'Exèrcit.

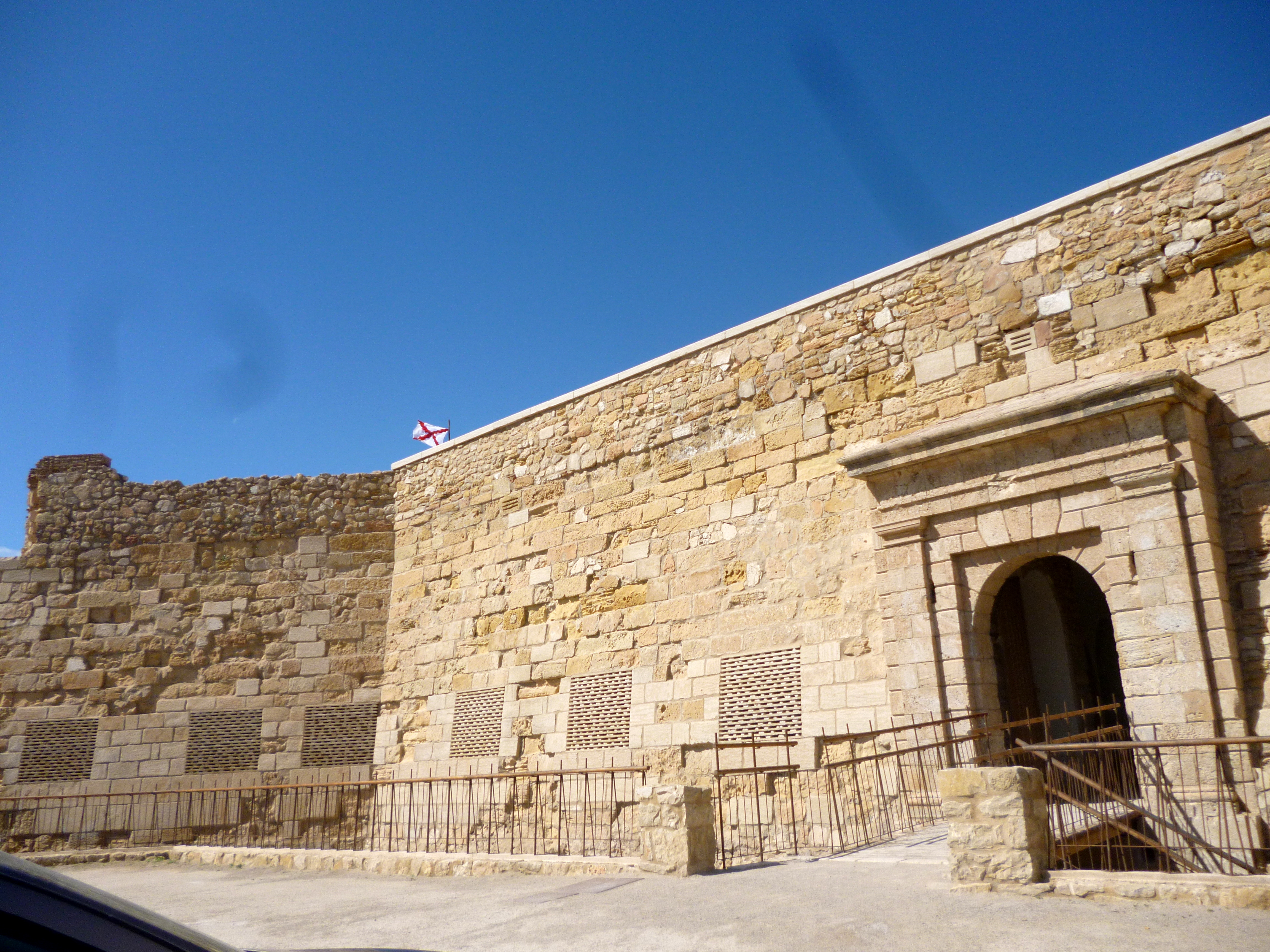
Fortí i presó de Victoria Grande, a Melilla

Estant a la presó de Victoria Grande, a Melilla, va escriure Las Olvidadas, una obra que situa com a protagonistes les prostitutes amb qui compartí cel·les. El 18 de març de 1938, en assabentar-se a la presó que s'enduien les seves filles petites a la península, va escridassar: “assassins, canalles, pocavergonyes; heu matat el meu marit i ara us emporteu les meves filles.” Aquestes expressions van fer que se li obrís un segon Consell de Guerra, pel delicte d'injúries a l'Exèrcit, del qual finalment va ser absolta. La família de Virgilio Leret va traslladar les filles a la península amb permís de Carlota. El seu sogre, el coronel falangista Carlos Leret Úbeda, internà les nenes en un col·legi per a orfes de militars.
El 12 de juliol de 1940, el Tribunal de Responsabilitats Polítiques de Melilla va obrir una nova causa a Carlota O'Neill (expedient 4017, Llei de 9 de febrer de 1939), on assenyalen que el seu influx predominant sobre el seu espòs, el capità Leret, i en els escrits dels quals va ser autora, va contribuir a fomentar la situació anàrquica i desastrosa que va fer necessària la iniciació del moviment nacional, sobre la base d'això el veredicte del tribunal la va inhabilitar durant cinc anys per exercir càrrecs públics de l'estat, província i municipi i al pagament d'una sanció econòmica.

### Sortida de la presó
Després de la seva sortida de la presó, Carlota O'Neill va haver de fer grans esforços per recuperar la custòdia de les filles, mentre escrivia sota el pseudònim de Laura de Noves o el de Carlota Lionell per poder mantenir-se en el régim franquista. Col·laborava a la revista Lecturas, Hola, El hogar y la moda o Siluetas. El seu ofici li va permetre també guanyar-se la vida escrivint guions de ràdio, reportatges d'actualitat, crítiques musicals, manuals domèstics... Va escriure una biografia d'Elisabeth Vigée-Lebrun (1944), una cèlebre pintora de la cort francesa del segle XVIII, i un gran nombre de novel·les romàntiques, sempre amb els pseudònims que després descartaria. Quan va poder obtenir la custòdia de les seves filles, decidí partir cap a Veneçuela i després a Mèxic.

### I l'exili
El 1949 va arribar a Caracas. Per mitjà d'alguns contactes va poder entrar a treballar a l'empresa de publicitat ARS, i en concret a la secció de producció de ràdio, on adaptava grans obres de teatre clàssic i escrivia els guions del programa de ràdio «Gran Teatre ARS», col·laborant amb Alejo Carpentier. Després treballaria en altres programes de Radio Caracas, Radio Difusora Nacional i Radio Continent. Col·laborà en premsa –El Nacional, Últimes Notícies, El Heraldo i El Universal– i escrigué el que venen a ser les seves memòries.
Després de viure a Mèxic, obtingué la nacionalitat mexicana el juliol de 1953, així com un títol de producció i direcció de televisió que li va permetre tornar a Caracas el 1954 per dirigir i produir a Televisa «Entre Nosotras», un programa de televisió en col·laboració amb les seves filles. Retornada a Mèxic el 1964 va publicar les memòriesː Una mexicana en la guerra de España. Al 1975 va promoure la fundació de la Unió de Periodistes i Escriptores de Mèxic, i durant un temps en fou la vicepresidenta.
A partir de 1960, a Mèxic, va continuar la seva obra literària i va publicar ¿Qué sabe usted de Safo?: amó a las mujeres y a los hombres –una biografia– (1960), Amor: diario de una desintoxicación –una novel·la moderna, «abstracta»– (1963), La verdad de Venezuela (1968), Los muertos también hablan –una mena de segona part de les memòries, la sortida cap a l'exili ¿voluntari?– (1973), Romanza de las rejas (1977), Cinco maneras de morir: diálogos (1982), Circe y los cerdos, on reconfigura el personatge de la maga des d'una perspectiva moderna; Cómo fue España encadenada, una versió teatral de les memòries; Los que no pudieron huir (1997).
I a Mèxic va escriure també, anys després dels successos que presenta, un llibre en el qual narra la seva experiència en la guerra civil espanyola, el seu pas per la presó de Victoria Grande, on va estar fins a 1940, els judicis militars a què va ser sotmesa, la seva lluita per recuperar la custòdia de les filles una vegada que va sortir de la presó, i el viatge a Veneçuela. Publicat originalment el 1964 a Mèxic sota el títol Una mexicana en la guerra de España, a Espanya no es publicaria fins a 1979 sota el títol Una mujer en la guerra de España. Després d'una gran acollida, se'n feren diverses edicions i es traduí a l'anglès i al polonès.
El 1978 va venir momentàniament a Espanya per assistir al Primer Simposi Internacional sobre Guerra Civil celebrat a la Universitat de Barcelona, i presentar la seva obra Una dona a la guerra d'Espanya. però se'n va tornar. Va morir a la capital veneçolana als noranta-cinc anys. No obstant això, les seves cendres, com havia demanat, van ser escampades a les faldes del volcà Popocatépetl de Ciutat de Mèxic. La seva obra i la seva memòria va començar a ser reivindicada a partir dels anys vuitanta.
La seva literatura de l'exili sembla un esforç per no oblidar. Escriptora reconeguda i admirada a Mèxic, on desplegà l'activitat professional i literària durant la meitat de la vida, la seva obra és pràcticament desconeguda a Espanya, on l'havia començat, en consonància amb l'oblit que el franquisme va fer de l'exili espanyol i que els anys de transició i democràcia no han pogut per ara reparar.
Un carrer de Madrid i un de Melilla porten actualment el seu nom.